# ビジャホヨーサ/ラ・ビラ・ホヨーサ
ビジャホヨーサ(スペイン語: Villajoyosa, スペイン語発音: [ˈbiʎaxoˈʝosa])またはラ・ビラ・ホヨーサ(カタルーニャ語: La Vila Joiosa, カタルーニャ語発音: [la ˈvila dʒoˈjoza])は、スペイン・バレンシア州アリカンテ県のムニシピ（基礎自治体）。両言語名が優劣の差なく公式名であり、スペイン内務省などは二言語の名称をスラッシュ記号でつなげたVillajoyosa / La Vila Joiosaと表記することがある。クマルカ（郡）としてはマリーナ・バイシャに属する。スペイン語では単にラ・ビラ(La Vila)とも呼ばれる。

## 地理
アリカンテ県の県都アリカンテの北東32キロメートルの距離にある。道路ではAP-7号線またはN-332号線で訪れることができ、鉄道ではアリカンテ・トラムで訪れることができる。いずれの交通手段でもアリカンテを出るとエル・カンペーリョなどを通ってビジャホヨーサに達し、さらに北東のベニドルムに達している。

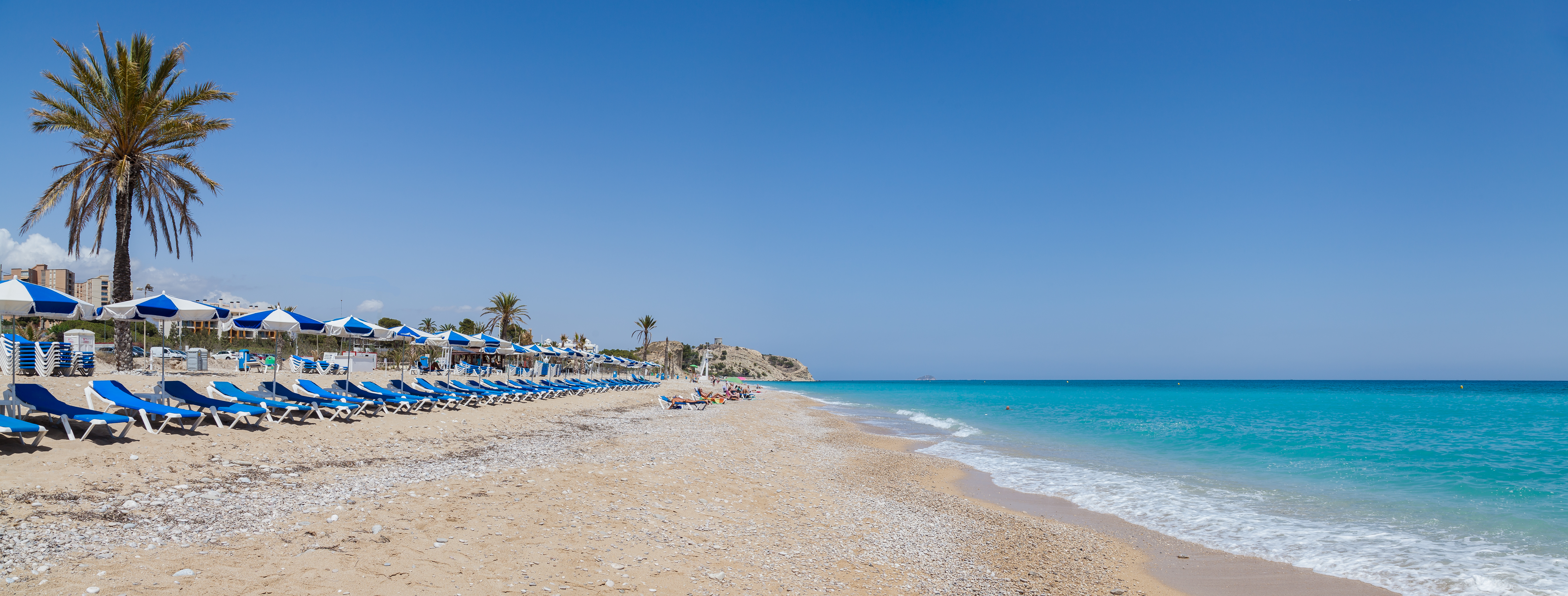
パライソ海岸

コスタ・ブランカと呼ばれる地中海岸にあり、歴史的・行政的にマリーナ・バイシャ郡の主都である。自治体名は「楽しい町」を意味するが、スペイン語ではしばしば単にラ・ビラ（「町」）と短縮される。自治体域には計3キロメートルに及ぶ砂浜海岸があり、市街地中心部に近接してラ・プラジャ・セントレ（中央海岸）がある。マリーナ・バイシャ郡西端のオルチェタにあるアマドリオ貯水池から流れ出たアマドリオ川は、ビジャホヨーサ市街地の西側を通って地中海に注いでいる。

## 歴史

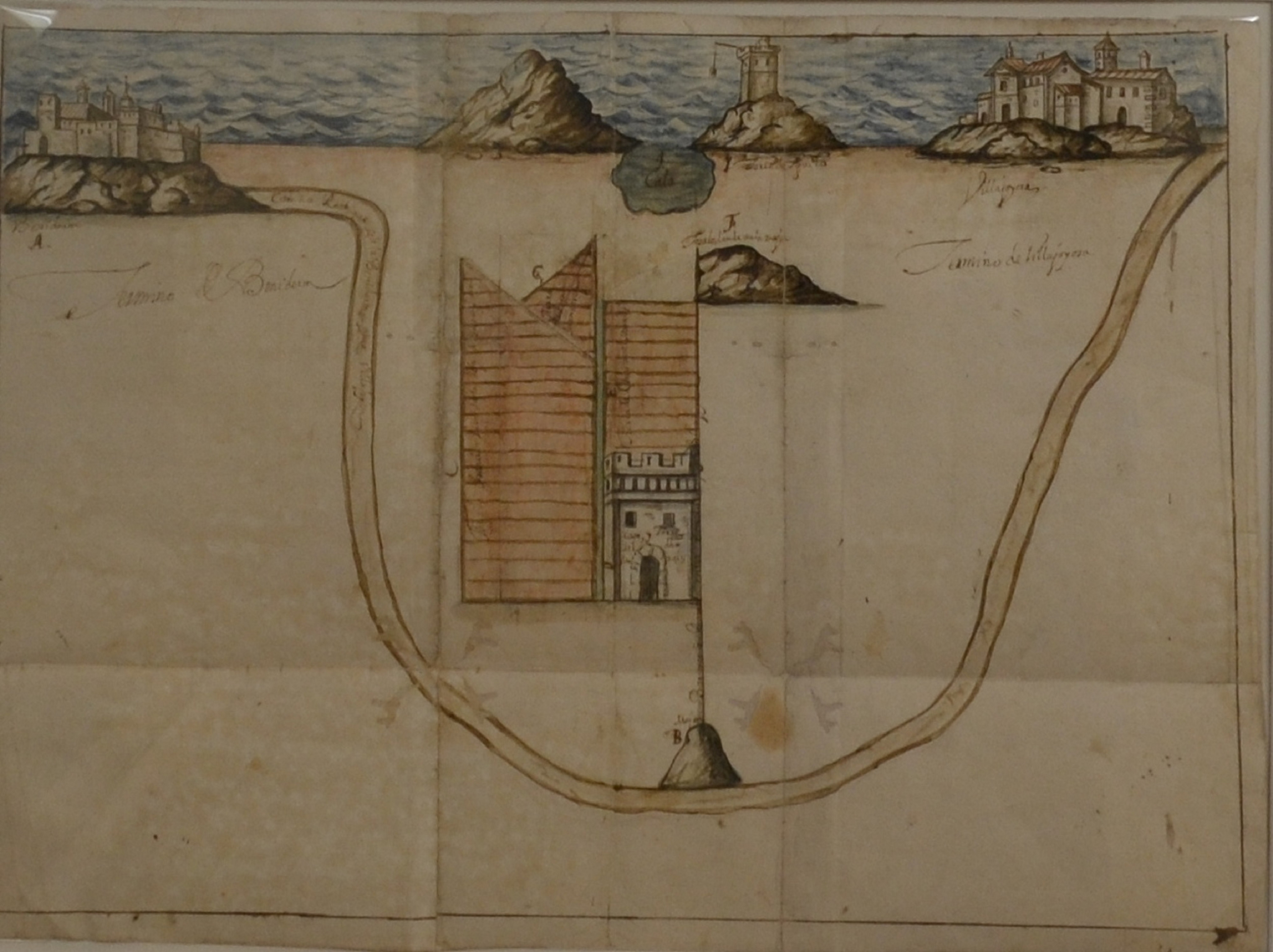
1717年に描かれた絵地図。右上がビジャホヨーサ、左上がベニドルム、中央がアギロー城。

この地域には青銅器時代から人類が居住しており、イベリア人の集落跡も発見されている。古代ローマ時代のこの地域に建設されたアロニスという名称の町は、今日のビジャホヨーサの旧市街に位置していたと考えられている。
アラゴン王国のハイメ2世に仕える軍人ベルナルド・デ・サリアによって、1300年にはキリスト教徒の町として現在の名称で建設された。ハイメ2世はレコンキスタの最中にあり、イスラーム教徒から海岸線を防衛する目的があった。1321年にはリバゴルサ伯ペドロに譲渡されたが、1443年には国王の直轄市に転換された。
16世紀のこの地域は頻繁にバルバリア海賊の襲撃を受け、ビジャホヨーサは海岸の防衛に重要な役割を果たした。スペイン王フェリペ2世は既存のものを上回る防壁の建設を命じ、また沿岸部には数多くの監視塔が建設された。アスンシオン教会の建設が開始されたのもこの時期（1550年）である。17世紀末には海賊による被害が収まり、町は防壁の外側に拡大していった。
1911年にはスペイン王アルフォンソ13世によって「市」の称号を与えられた。

## 文化

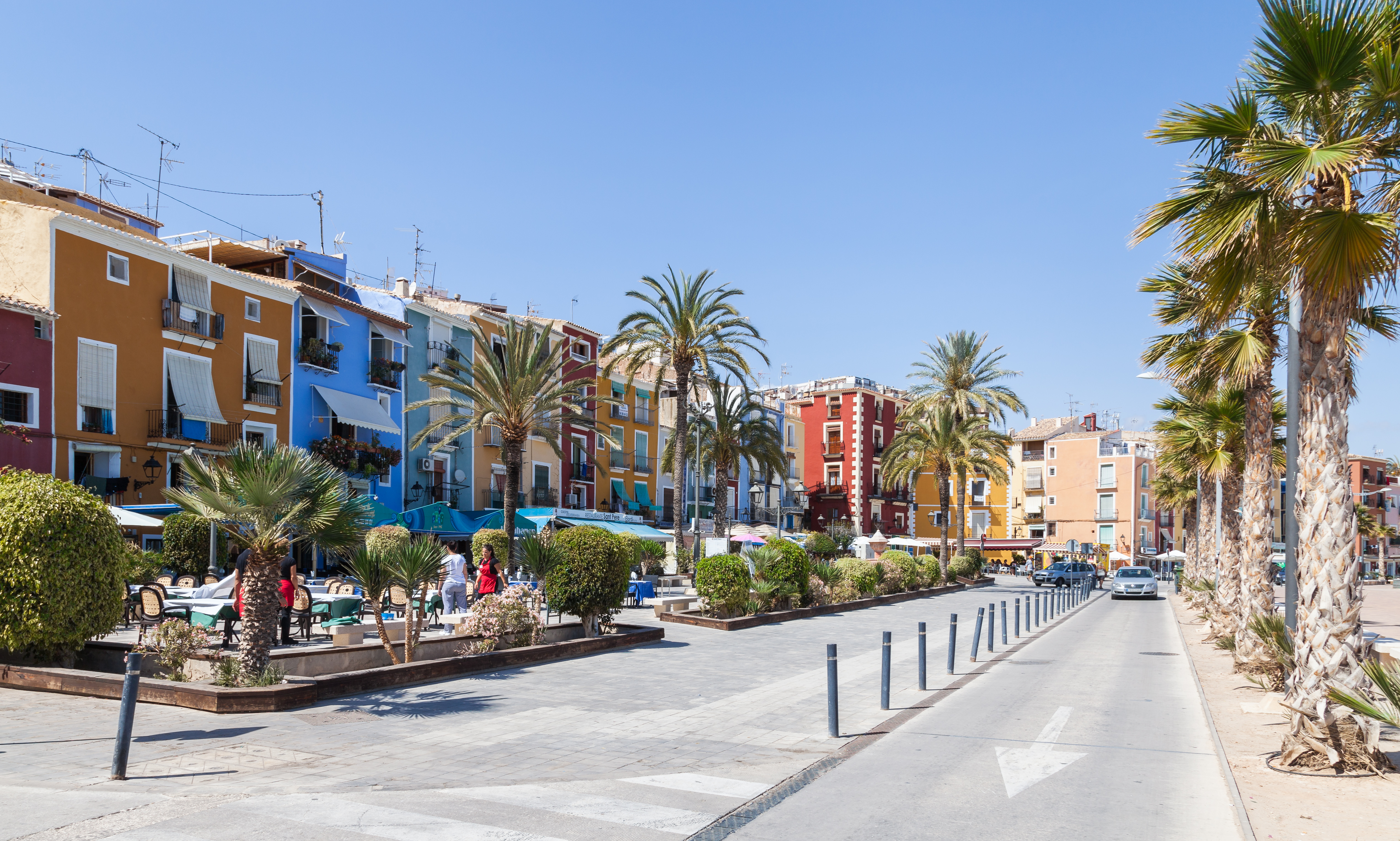
海岸沿いの街並み

この地域はチョコレート産業と観光業で知られている。ビジャホヨーサには2つのチョコレート博物館がある。片方は1881年創業のチョコラテス・バロール社に関連する博物館であり、もう片方はチョコラレス・クラビレーニョ者に関連する博物館である。
海岸以外でもっとも人気のある観光地はゴシック建築のアスンシオン教会であり、バロック様式の祭壇を備える。市街地から北東に3キロメートルのトーレス海岸には、古代ローマ時代に葬祭に用いられたエルクレスの塔がある。ビジャホヨーサとベニドルムの中間付近にあるアギロー城は、16世紀に建設されたバルバリア海賊の監視塔であり、一辺が4メートルの正方形、高さは8メートルである。アスンシオン教会は1985年6月25日に、エルクレスの塔は1990年1月26日に、アギロー城は1996年8月26日に重要文化財に指定された。
バレンシア州南部の他自治体と同様に、ビジャホヨーサでもムーア人とキリスト教徒の祭礼が行われる。この祭礼は中世のレコンキスタにおけるムーア人とキリスト教徒の戦いを称えるものであり、7月24日から7月31日にわたって、中世の衣装をまとった人々によるパレードや模擬戦闘が行われる。2003年にはスペイン政府観光省によって国民的重要観光祭礼に指定された。

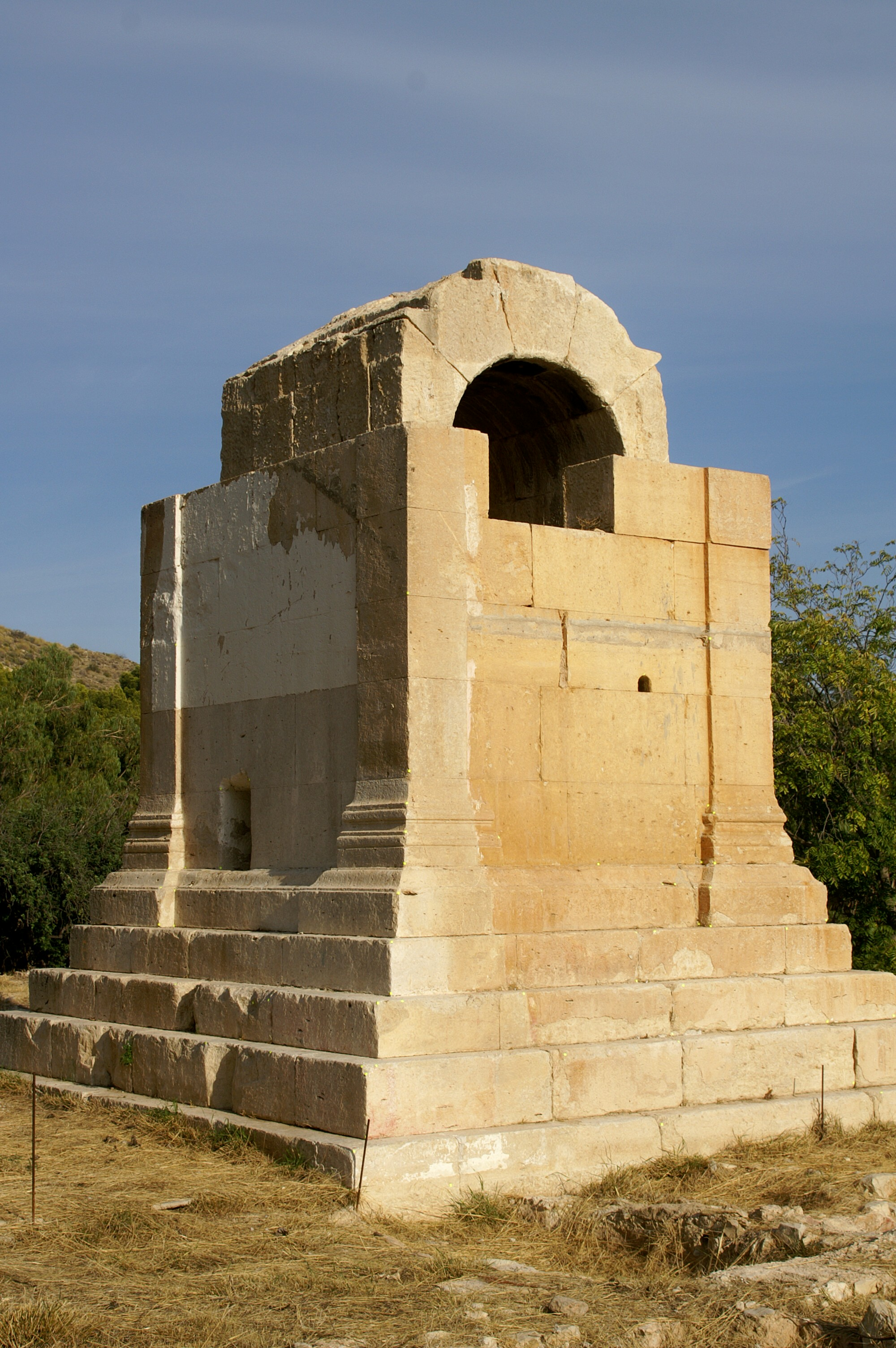
ローマ時代のエルクレス塔
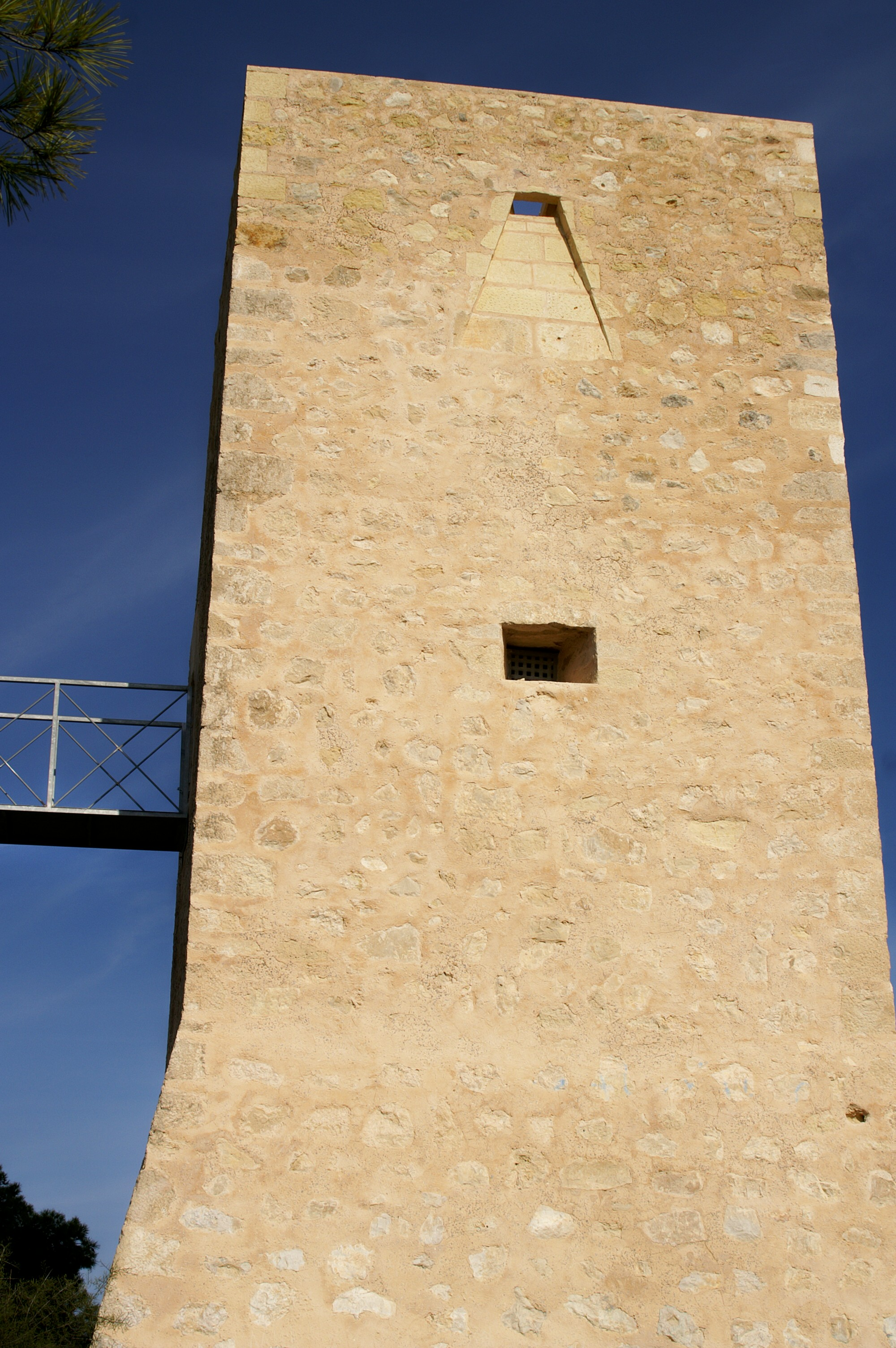
16世紀のアギロー城
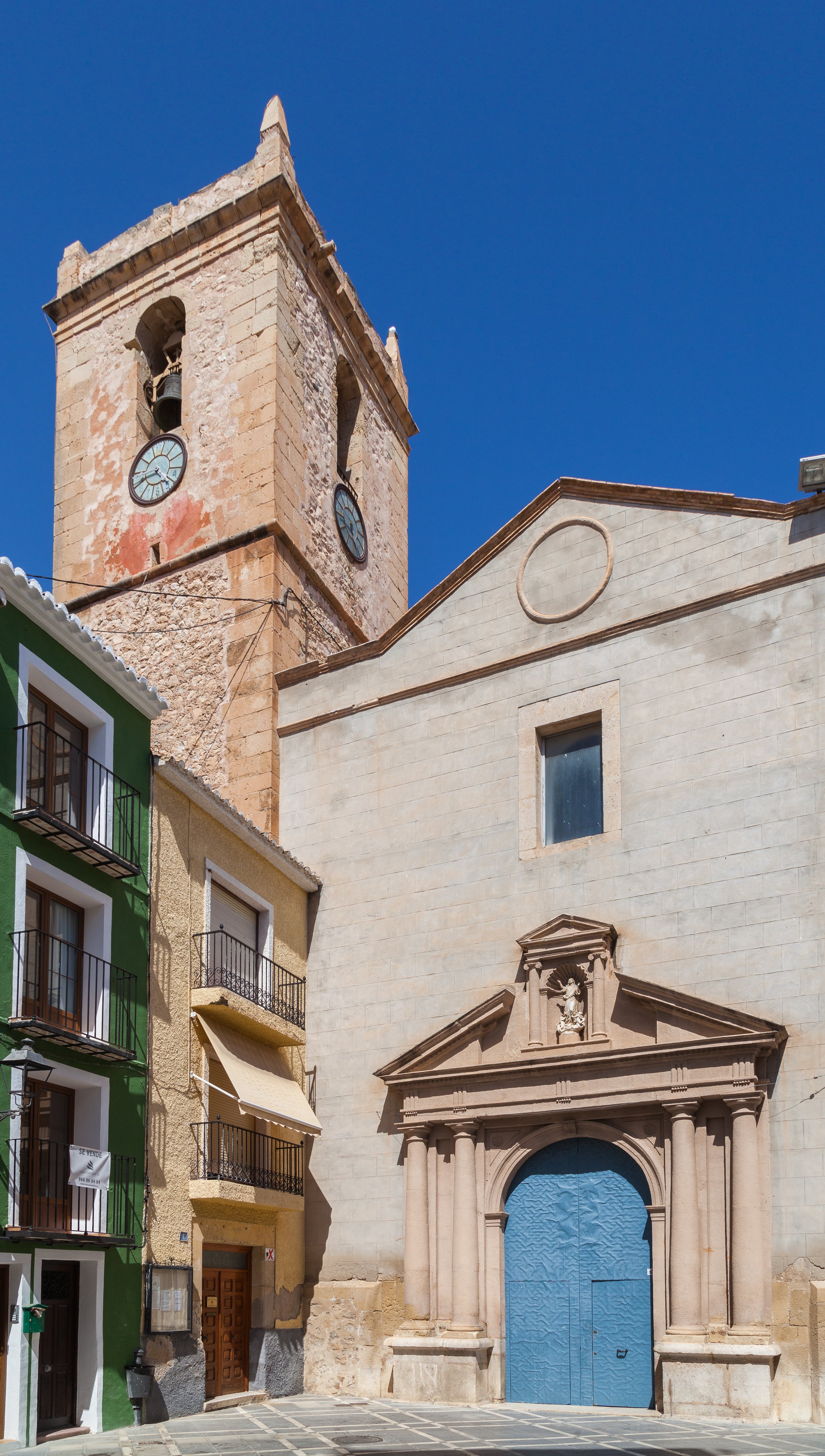
アスンシオン教会
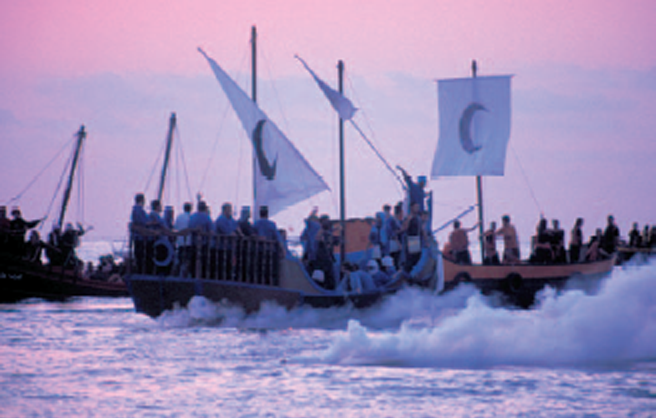
祭礼における模擬戦闘

## スポーツ

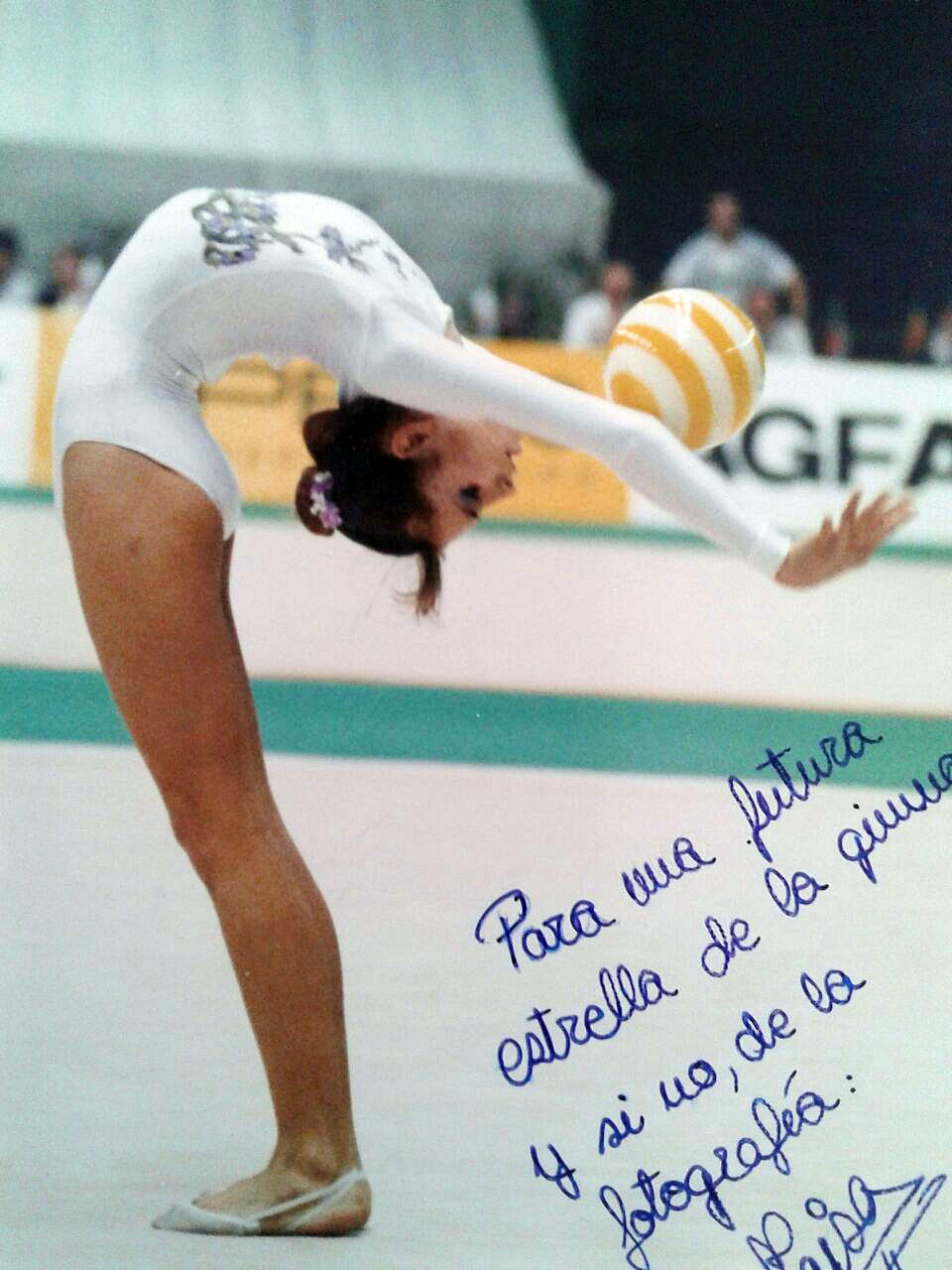
新体操選手のマリア・ロレット

ラグビーユニオンでは1982年設立のCRラ・ビラがビジャホヨーサを本拠地としている。CRラ・ビラは2010-11シーズンにディビシオン・デ・オノール（全国1部）で優勝し、2011年にはスーペルコパ・デ・エスパーニャで優勝した。
サッカーでは1944年設立のビジャホヨーサCFがビジャホヨーサを本拠地としている。2003年にセグンダ・ディビシオンB（全国3部）に初昇格し、計6シーズンを同カテゴリーでプレーした。ビジャホヨーサCFに在籍経験のある選手としては、ギリシャ・スーパーリーグ年間最優秀選手経験を持つラージョ、赤道ギニア代表のラウール・ファビアーニ、1991 FIFA U-17世界選手権準優勝メンバーのカルロス・カストロ・カプートなどがいる。
1988年のソウルオリンピック体操競技個人総合で5位となったマリア・ロレットはビジャホヨーサ出身である。当時はソビエト連邦とブルガリアが新体操競技で覇権を争っており、両国の4選手を除くと最上位となったのがロレットである。1996年のアトランタオリンピック体操競技団体総合で金メダルを獲得したマルタ・バルドーもビジャホヨーサ出身である。

## 人口
2016年の人口はアリカンテ県で13番目となる33,580人だった。2007年の調査によると人口の18.2%が外国籍であり、うち61.1%は欧州連合(EU)の国籍保持者だった。
| ビジャホヨーサ/ラ・ビラ・ホヨーサの人口推移 1857－2012  |
|                                                         |
| 出典:INE（スペイン国立統計局）1900年 - 1991年、1996年 - |

## 政治
| 任期      | 首長名                                | 政党                                       |
| --------- | ------------------------------------- | ------------------------------------------ |
| 1979–1983 | José Francisco Riquelme Valero        | スペイン社会労働党(PSPV-PSOE)              |
| 1983–1987 | José Francisco Riquelme Valero        | スペイン社会労働党(PSPV-PSOE)              |
| 1987–1991 | Juan Segovia Esquerdo                 | スペイン社会労働党(PSPV-PSOE)              |
| 1991–1995 | Juan Segovia Esquerdo                 | スペイン社会労働党(PSPV-PSOE)              |
| 1995–1999 | Juan Segovia Esquerdo                 | スペイン社会労働党(PSPV-PSOE)              |
| 1999–2003 | José Miguel Llorca Senabre            | 国民党(PPCV)                               |
| 2003–2007 | José Miguel Llorca Senabre            | 国民党(PPCV)                               |
| 2007–2011 | Gaspar Lloret Valenzuela Jaime Lloret | スペイン社会労働党(PSPV-PSOE) 国民党(PPCV) |
| 2011–2015 | Jaime Lloret Lloret                   | 国民党(PPCV)                               |
| 2015–2019 | Andreu Verdú                          | スペイン社会労働党(PSPV-PSOE)              |
| 2019–2023 | n/d                                   | n/d                                        |
| 2023–     | n/d                                   | n/d                                        |

## 出身者
- マリア・ロレット(1971-) : 新体操選手。
- マルタ・バルドー（英語版）(1797-) : 新体操選手。
- ホセ・マヌエル・カタラ(1985-) : サッカー選手。
- ホセ・マヌエル・エルモーサ・メリス（スペイン語版）(1989-) : サッカー選手。
- ホセ・ロドリゲス・マルティネス(1994-) : サッカー選手。

## 姉妹都市
- ヴィトレ、イル＝エ＝ヴィレーヌ県、フランス（1989年-）
- ケサーダ（英語版）、ハエン県、スペイン（2006年-）
- ブリャス（英語版）、ムルシア州、スペイン（2006年-）